# Jules Cotard
Jules Cotard (Issoudun, 1º giugno 1840 – Vanves, 19 agosto 1889) è stato un neurologo francese, famoso soprattutto per aver descritto per primo la sindrome di Cotard.